# Aiguilhe
Aiguilhe là một xã thuộc tỉnh Haute-Loire nam trung bộ nước Pháp. Xã Aiguilhe nằm ở khu vực có độ cao trung bình 650 mét trên mực nước biển.
Aiguilhe gần Le Puy-en-Velay, có nhà thờ Saint Michel.